# 青春のトマト焼きそば

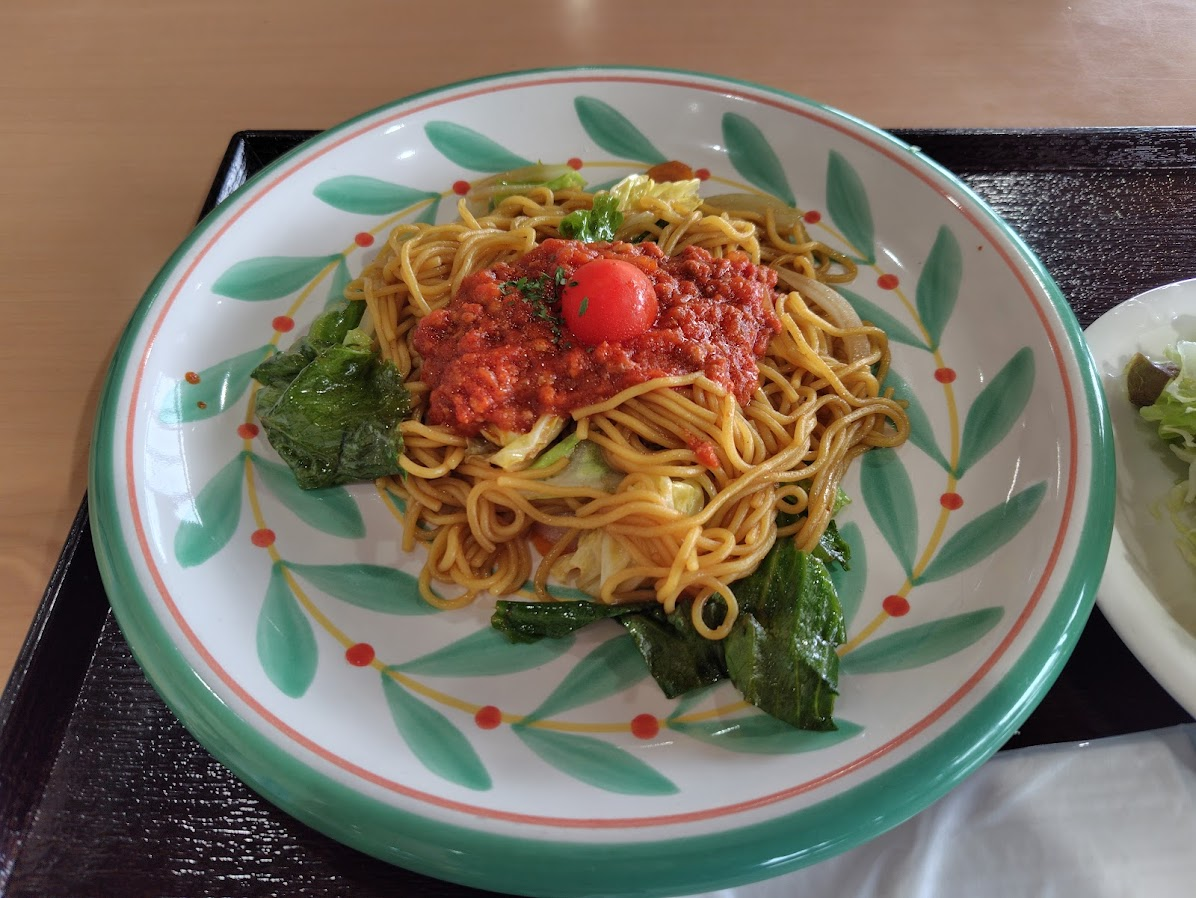
青春のトマト焼そば

青春のトマト焼そば（せいしゅんのトマトやきそば）とは、山梨県中央市を中心に販売されているご当地焼きそばである。
青春のトマト焼きそばではなく、青春のトマト焼そばが正式名称であり、中央市商工会の登録商標となっている（登録番号第5553421号）。

## 概要
薄味のソース焼きそばの上に、中央市特産のトマトを煮込んで作ったミートソースをかけた料理。
レシピは店によって違うが、基本は焼きそばに中央市産の完熟トマトと、フジザクラポークを使用したトマトソースをかけたものとなっている。
中央市周辺の飲食店や道の駅とよとみ内のレストランなどで提供されているほか、イベント等での出張屋台販売もされている。
山梨県内でもトマトの主要産地である中央市の新たな名物にしようと2007年に誕生。商工会青年部の会合で、焼きそばに地元産トマトを使ったミートソースをかけるアイデアが出され、試食したところ、かつて県内の喫茶店チェーンで提供されていた「ミートソース焼きそば」を思い起こさせる味であり、会合出席者の青春の日々を想起させたことから、青春のトマト焼そばと命名された。”青春の”には「懐かしさと、情熱と、若さ溢れるまちづくりへの想い」が込められているとされる。
山梨県が認定する「やまなしの食」に加えられており、そこから選定された「選定 やまなしの食」の1品である。